# La Semiramide riconosciuta

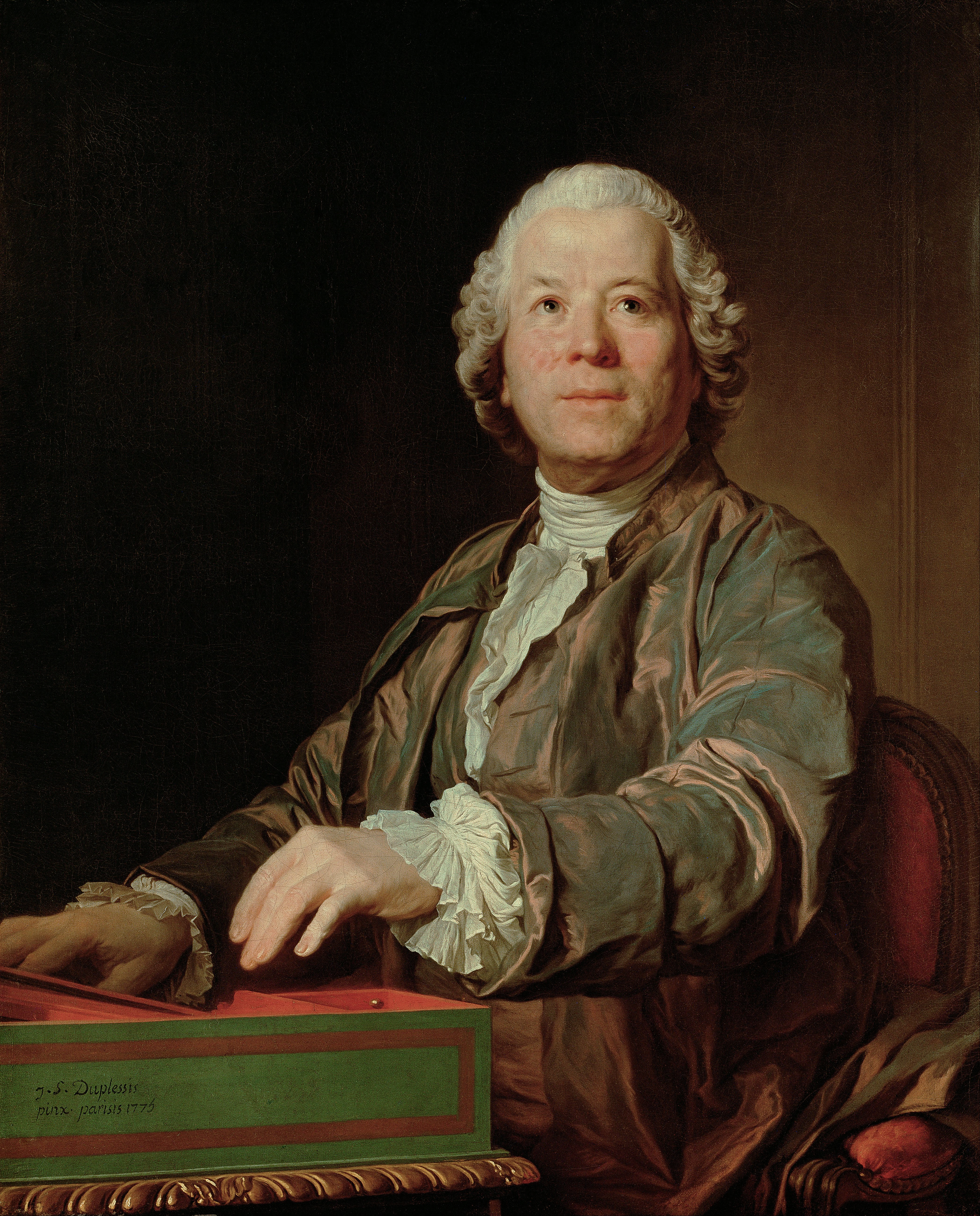
Christoph Willibald Gluck.

La Semiramide riconosciuta (Den avslöjade Semiramide) är en opera (dramma per musica) i tre akter med musik av Christoph Willibald Gluck och libretto av Pietro Metastasio.

## Historia
Operan skrevs dels som en födelsedagspresent till den tysk-romerska kejsarinnan Maria Teresia av Österrike, dels till invigningen av den nya hovteatern Burgtheater i Wien. Operan hade premiär den 14 maj 1748.

## Personer
- Semiramide, drottning av Assyrien (sopran)
- Mirteo, egyptisk prins, hennes bror, förälskad i Tamiri (sopran)
- Ircano, skytisk prins, förälskad i Tamiri (kontraalt)
- Scitalce, indisk prins, förälskad i Semiramide (kontraalt)
- Tamiri, bakrisk prinsessa, förälskad i Scitalce (sopran)
- Sibari (tenor)

## Handling
I en av sina mindre inspirerade texter ratade Metastasio den gängse våldsamma historien om Semiramis (som i Rossinis opera och Glucks balett Semiramis från 1765) till förmån för en komplicerad intrig. Semiramide är drottning av Assyrien men är förklädd till man. Hennes förre älskare Scitalce tror att han har dödat henne. Nu är han en av tre friare till prinsessan Tamiri. Slutligen avslöjar sig Semiramide och gifter sig med Scitalce. Hennes bror Mirteo äktar Tamiri.